# Ранхель, Рауль
Хосе Рауль Ранхель Агилар (исп. José Raúl Rangel Aguilar; род. 25 февраля 2000, Сапотлан-эль-Гранде, Халиско) — мексиканский футболист, вратарь клуба «Гвадалахара» и сборной Мексики.

## Клубная карьера
Ранхель — воспитанник клуба «Гвадалахара». В 2020 году Рауль был включён в заявку клуба на сезон и начал выступать за дублирующий состав. 2 октября 2023 года в матче против «Толуки» он дебютировал в мексиканской Примере.

## Международная карьера
6 июня 2024 года в товарищеском матче против сборной Уругвая Ранхель дебютировал за сборную Мексики.